# César Phoebus d'Albret
César Phoebus d'Albret, conde de Miossens (1614 - 3 de septiembre de 1676), fue un soldado francés, mariscal de Francia bajo Luis XIV (su primo lejano) y galán de la corte. También era primo de la marquesa de Montespan y Antonieta de Pons, marquesa de Guercheville, dama de honor de la reina María de Médici fue su abuela. Su fiel apego a Ana de Austria y al cardenal Mazarino durante la Fronda, motivó su designación como mariscal de Francia (1 de junio de 1653). 

## Biografia
Aunque en términos íntimos con el joven duque d'Enghien, sin embargo, se unió al partido de Mazarino. El 19 de enero de 1650 fue acusado de escoltar a los duques arrestados de Conti, Condé y Longueville al torreón del castillo de Vincennes. La promesa de Mazarino del rango de mariscal se obtuvo solo al precio de las presiones provocadas por las intrigas de la corte, en las que César Phoebus fue apoyado por su prima Madame de Montespan, quien pronto suplantaría a la joven Luise de La Vallière en los afectos del rey. El título de duque siguió eludiéndolo.
Se desempeñó como mariscal de campo en el sitio exitoso de Mardyck y en Dunkerque en 1646. "Tenía entonces 39 años y había servido muy poco, nunca en ningún lugar como líder, y luego no volvió a ver la guerra", escribió el duque de Saint-Simón en sus memorias. Se escuchó al abate d'Aumont, que había tomado un palco en la Comedia que el mariscal comandaba para él, comentar: 

"¡Un buen mariscal! ¡Nunca ha asaltado nada excepto mi palco!"

.

## Matrimonio
Se casó el 6 de febrero de 1645 con Magdalena de Guénégaud, hija de Gabriel de Guénégaud, señor du Plessis-Belleville. 
Sus hazañas en galantería son más considerables que las militares. La lista de sus conquistas es larga: Marion Delorme, Ninon de Lenclos, con quien engendró un hijo, Marguerite de Béthune-Sully, Madame d'Olone. 
Frecuentaba el salón de la futura Madame de Maintenon, quien decía:

"El mariscal d'Albret siempre ha sido mi amigo, no sé si alguna vez fue mi amante".

.
Enviudada en 1660 de Paul Scarron, se refugió en el hôtel d'Albret, donde conoció a Mme de Montespan , prima segunda del mariscal y de Bonne de Pons .(su sobrina de la familia Pons), gracias a la cual la señora de Montespan le encomendó la educación de los hijos que tuvo con Luis XIV, quien se encaprichó de la institutriz viuda.
- Datos: Q797699
- Multimedia: César Phoebus d'Albret / Q797699